# شون أبوت
شون أبوت (29 فبراير 1992 في أستراليا - ) (بالإنجليزية: Sean Abbott) هو لاعب كريكت أسترالي. شارك مع منتخب أستراليا الوطني للكريكت. أما مع النوادي، فقد لعب مع رويال تشالنجرز بنغالور وفريق جنوب ويلز الجديد للكريكت ‏ وSydney Sixers ‏ وSydney Thunder ‏.

## وصلات خارجية
- شون أبوت على موقع إي آس بي آن كريك إنفو (الإنجليزية)